# James Wharram
James Wharram (Manchester, 15 maggio 1928 – 14 dicembre 2021) è stato un ingegnere inglese, pioniere dell'ingegneria navale ed esperto di catamarani.

## Biografia
Nel 1953 Wharram ha costruito il suo primo catamarano, chiamato Tangaroa, lungo 8 m, con il quale ha intrapreso un viaggio transatlantico. Nel 1959 attraversò nuovamente il Nord Atlantico, accompagnato da Jutta e Ruth, due donne tedesche, con "Rongo", lungo 12,2 m, costruito a Trinidad. Insieme a Hannes, figlio di Jutta, Wharram e Ruth sono partiti una terza volta per un giro del mondo, non terminato a causa della morte di Jutta.

## Associazioni
- 1967 – oggi: British Marine Industries Federation (BMIF).
- 1968 – oggi: Polynesian Catamaran Association (PCA). Membro fondatore.
- 1968 – 1975 Multihull Offshore Cruising and Racing Association (MOCRA). Membro fondatore.
- 1968 – 1978 Little Ship Club.
- 1973 – oggi: Royal Yachting Association (RYA).
- 1977 – 1991 Membro del RYA Cruising Committee
- 1992 – oggi: Andean Explorer's Club. Membro fondatore.
- 1996 – oggi: Roskilde Vikingship Museum friends.
- 2000 – oggi: Cruising Association.
- 2005 – oggi: Association of Yachting Historians.
- 2009 – oggi: Membro della Royal Geographical Society.

## Altre pubblicazioni
- Ocean-going catamarans. 1962. Ciba Technical Notes 231, Cambridge, UK
- Tehini. October 1970, Yachting Monthly, UK. Seminal article on Design approach.
- The Stable Multihull.  1976. (Researched for 1st World Multihull Symposium, Toronto.)
- The Sailing Community. 1978, Wooden Boat, USA, Prize-winning proposal for ‘Waterborne International Communities’.
- Catamaran Stability – Figures, Facts and Fictions. 1991. Practical Boat Owner, UK. Also published in several other countries.
- Nomads of the Wind. October 1994. Practical Boat Owner, UK. Analysis of the sailing qualities of the Polynesian Double Canoe.
- Going Dutch: The Tiki Wing Sail Rig. 1998, Practical Boat Owner, UK. Also published in several other countries, incl. Australia, Holland and France.
- Lessons from the Stone Age Sailors, A Study of Canoe Form Craft in the Pacific and Indian Ocean.